# Doppellonge

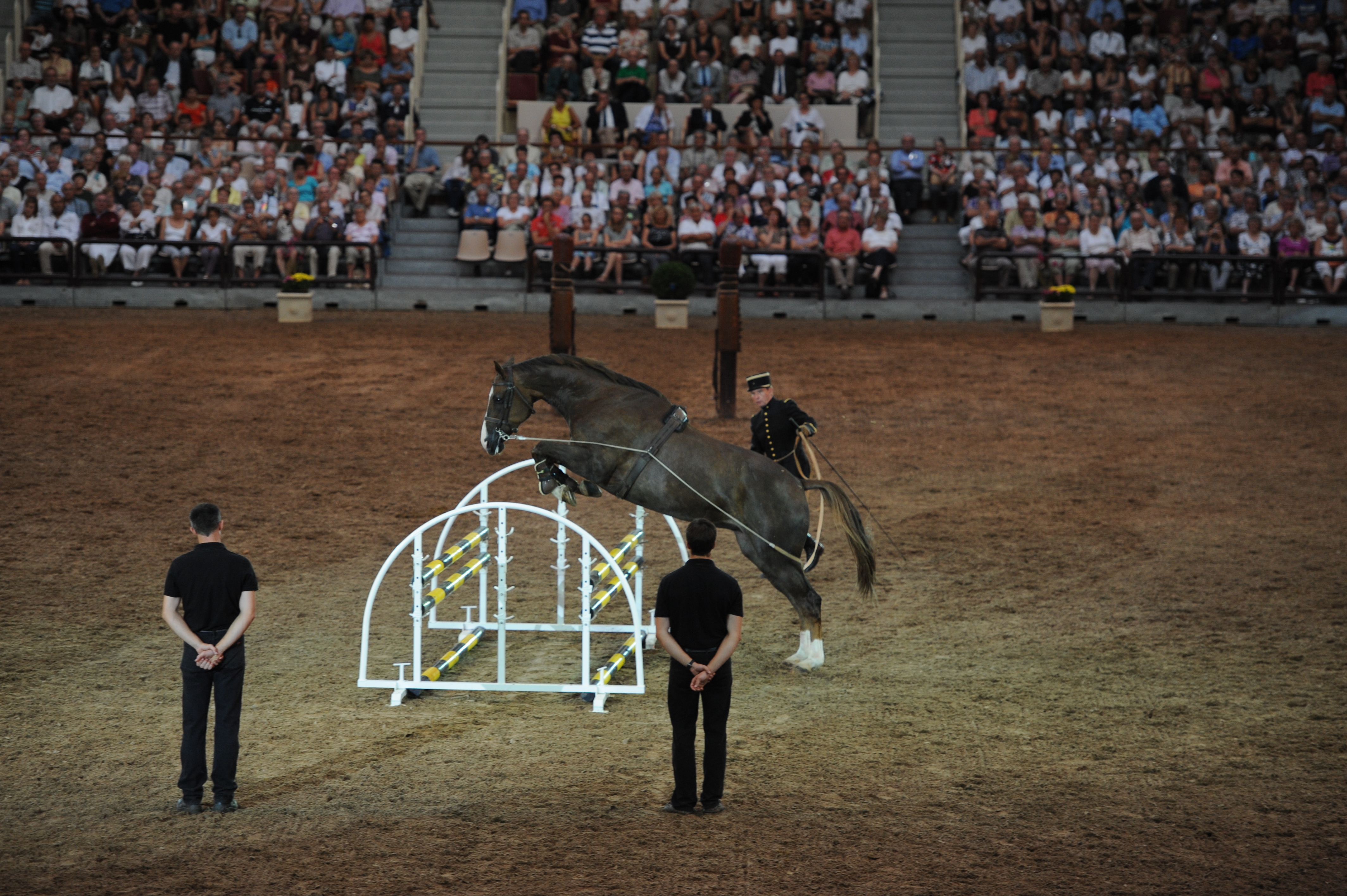
Springen mit Doppellonge, Cadre Noir

Die Doppellonge ist eine Longe, die erweiterte Einwirkungsmöglichkeiten beim Longieren von Pferden bietet.
Zusätzlich zu der innen verschnallten normalen Longe, gibt es eine zweite Leine, die außen verschnallt um das Pferd herum geführt wird, so dass die zwei Leinen wie ein Zügelpaar in der Hand gehalten werden können. Voraussetzung ist der korrekte Umgang mit dem Pferd vom Boden aus und gute Praxis mit der einfachen Longe.

## Ausrüstung
Es wird eine Doppellonge, auch Leinen genannt benötigt, ein Zaum, ein Gurt zur Leinenführung und eine Gerte oder Peitsche.

### Leinen
Die Leine ist meist aus 3 cm breiten festen Kunststoffgurten gefertigt, zwischen 12 und 14 Meter lang und an beiden Enden mit Karabinerhaken versehen, die in das Zaumzeug des Pferdes geschnallt werden. Die Enden der Leine laufen in ca. 1,5 Meter Seilenden aus, die leichter durch die Ringe am Longiergurt gleiten. Teilweise werden auch dickere Baumwollseile verwendet, die zwar angenehm in der Hand liegen, sich aber bei Nässe mit Wasser voll saugen können und dadurch schwer werden, was die korrekte Hilfengebung beeinträchtigt. Es gibt offene – also auf halber Länge geteilte – oder geschlossene Leinen.
Ersatzweise können statt einer Doppellonge auch zwei normale Longen verwendet werden, dies grenzt aber meist die Größe des Longierzirkels etwas ein, da die zweite Longe um das Pferd herumgeführt werden muss.

### Zaum
Normalerweise wird ein Trensenzaum verwendet. Es besteht auch die Möglichkeit, einen Kappzaum zu verwenden, insbesondere bei der Ausbildung junger Pferde. Allerdings ist die Hilfengebung beim Kappzaum anders und gegenüber der Trense eingeschränkt. Ein Halfter sollte hier nicht verwendet werden, da damit nicht genug auf das Pferd eingewirkt werden kann und der Trainingseffekt ausbleibt.

### Longiergurt
Der Longiergurt ist ein Leder- oder Nylongurt, der hinter dem Widerrist um den Rumpf des Pferdes angebracht wird und das Verschnallen der Hilfszügel ermöglicht. Zu diesem Zweck sind in verschiedenen Höhen des Gurtes Metallringe angebracht. Der Longiergurt kann auch durch einen Voltigiergurt ersetzt werden, allerdings sind die Leinenführungsmöglichkeiten gegenüber einem Longiergurt eingeschränkt.

### Gerte oder Peitsche
Für die Doppellongenarbeit wird eine Longierpeitsche mit kurzem Stock (ca. 1,30 m) und mittellangem Schlag (bis 4 m) verwendet, da eine lange Longierpeitsche zu unhandlich ist. Mit einer solchen Peitsche kann das Pferd dennoch in bis zu 6 m Entfernung erreicht werden.
Bei der Arbeit nahe am Pferd wird die Peitsche durch eine Dressurgerte oder eine Bogenpeitsche ersetzt.

## Einsatzmöglichkeiten
Die Arbeit mit der Doppellonge erfordert einen fortgeschrittenen Ausbildungsstand des Longeführers. Hilfreich sind hier weiterführende Kurse mit Schwerpunkt Doppellonge oder Fachliteratur.
Die Doppellonge bietet vielfältigere Einsatzmöglichkeiten als eine einfache Longe. Hohe Dressur- und barocke Lektionen sind ebenso möglich wie Cavaletti-Arbeit, Springtraining oder Überwindung von Trail-Hindernissen. Der große Vorteil ist vor allem, dass das Pferd über das Gebiss wie gewohnt die Zügelhilfen bekommt, es aber keinen Reiter auf dem Rücken zu tragen hat und sich somit leichter selbst ausbalancieren kann. Deswegen wird die Doppellonge auch häufig zur Ausbildung von Springpferden herangezogen.
Grundsätzlich kann eine Doppellonge auf drei verschiedene Arten verwendet werden.

### Doppellongenarbeit
Gegenüber der normalen Longe bietet die Doppellonge erweiterte Möglichkeiten der Hilfengebung. Zu Beginn der Arbeit mit der Doppellonge muss das Pferd bereits mit der normalen Longe vertraut sein. Ein junges Pferd kann mit Hilfe der Doppellonge auf das Reiten vorbereitet werden. Mit dem äußeren Zügel können alle Zügelhilfen des Reitens simuliert werden. Es kann insbesondere die Biegung des Pferdes und auch die Durchlässigkeit auf Zügelhilfen, z. B. Durchparieren trainiert werden. Beim Wenden des Pferdes auf die andere Hand muss nicht umgeschnallt werden, was das gleichmäßige Training auf beiden Seiten erleichtert.

#### Verschnallen der Leinen
Doppellongen können auf verschiedene Weise verschnallt werden. Voraussetzung ist ein Longiergurt mit vielen Ringen. Die Doppellonge wird mit den Karabinerhaken durch die Gurtringe zum Zaum des Pferdes geführt und dort eingehakt.
Bei weniger erfahrenen Pferden, insbesondere bei jungen und schreckhaften Pferden ist es ratsam die äußere Longe über den Rücken des Pferdes zu führen.
Bei älteren Pferden, die dies tolerieren und nicht als störend empfinden, kann die äußere Longe zwischen Kruppe und Sprunggelenk des Pferdes geführt werden. Die Bewegung des äußeren Hinterbeins wirkt sich auf die Longe aus und muss vom geschulten Longenführer mit weicher Hand abgefedert werden. Der Vorteil ist, dass mit der außen am Pferdekörper verlaufende Longe die gewollte Biegung des Pferdes beim Longieren leichter erreicht werden als bei jeder anderen Longierart.

#### Vorgehen
Die Doppellonge wird vom Longenführer für gewöhnlich mit beiden Händen wie Zügel gehalten. Bei zu langem Rest oder bei nahen Arbeiten am Pferd wird der Rest der Doppellonge schlaufenförmig aufgenommen. Bei größer werdendem Abstand zum Pferd können diese Schlaufen wieder nachgegeben werden.
Im Gegensatz zum Longieren bleibt der Longenführer nicht am Platz stehen, sondern läuft aus einem kleineren Kreis mit, da die Doppellonge kürzer ist.
Generell sollte man beim Longieren die Kraft nur so viel wie nötig und so wenig wie möglich dosiert anwenden, da die beiden Longen im Gebiss des Pferdes wie Zügel wirken. Die Stimme wird als Hilfsmittel eingesetzt.
Ob zusätzlich eine Longierpeitsche verwendet wird, richtet sich nach dem Pferd und nach der Erfahrung des Longenführers. Die Peitsche wird mit einer Leine zusammen in eine der beiden Hände genommen. Das verlangt vor allem am Anfang noch viel Fingerfertigkeit und sollte erst nach Erfahrung mit der Doppellonge zum Einsatz kommen, da die Peitsche und gegebenenfalls deren Einsatz die Zügelhilfen nicht stören darf. Bei der Bodenarbeit kann die Peitsche die Biegung beeinflussen.
Zu Anfang bleibt man auf dem Zirkel. Ist das Pferd sicher in allen Gangarten, kann aber auch die ganze Halle genutzt werden, und Hufschlagfiguren können mit einbezogen werden.

#### Springen mit der Doppellonge
Bei der Springausbildung wird zunächst wieder der Kappzaum verwendet und wenn das Pferd ruhig über Bodenricks tritt, kann mit einem einzelnen, kleinen Kreuz an der Umzäunung begonnen, damit die Absprungstelle gut eingerahmt ist. Die Fänge müssen so gestaltet sein, dass die Longe glatt darüber gleitet. Es wird mit Trabsprüngen begonnen. Das Pferd wird zunächst im Trab auf einem etwas kleineren Zirkel innen am Hindernis vorbei longiert, dann wird der Zirkel vergrößert und das Pferd auf das Hindernis geführt. Der Absprung aus der gebogenen Linie hilft dem Pferd im Gleichgewicht zu bleiben und nicht auf das Hindernis zuzustürmen. Der Ausbilder darf dem Pferd beim Absprung nicht voraus sein, da dies das Pferd bremsen würde, während der Flugphase muss er jedoch schneller laufen und genügend mit der Hand nachgeben, um es nach der Ladung begleiten zu können. Anschließend lenkt er das Pferd wieder auf einen Zirkel, pariert es durch und lobt es. Wenn das Pferd gelassen springt, dann kann man auf dem Zirkel bleiben und es mehrmals springen lassen. Zunächst wird nach jedem Sprung wird wieder zum Trab durchpariert, später kann man es abwechselnd zum Trab durchparieren oder weitergaloppieren lassen. Diese Übungen werden auf beiden Händen durchgeführt. Je korrekter die Biegung des Pferdes ist, um so runder wird es springen, weil die seitliche Biegung der Wirbelsäule und das Aufwölben des Rückens miteinander zusammenhängen. Es wird auch lernen auf dem korrekten Fuß im Innengalopp zu landen. Das Pferd soll ein Hindernis mehrfach, ruhig, taktrein, gerade, auf beiden Händen im Galopp meistern können und durchlässig auf Trabparaden reagieren. Durch die Doppellonge kann auch Einfluss auf die Stellung des Pferdes genommen werden, beispielsweise kann man das Pferd am Sprung umstellen und so den Galopp wechseln. Auf diese Weise kann bei fortgeschrittener Ausbildung auch eine Acht mit zwei gegenüberliegenden Hindernissen gesprungen werden, mit einem Galoppwechsel über jedem Sprung.

### Fahren vom Boden
Hierbei verlässt der Longenführer den Mittelpunkt des Longierzirkels und bleibt konstant einige Meter direkt hinter dem Pferd. Wichtig ist, dass der Abstand größer sein sollte als die Reichweite der Hinterhand des Pferdes, um Verletzungen zu vermeiden. Die Longen verlaufen links und rechts vom Pferd, ähnlich zwei Fahrleinen im Fahrsport. Hierbei können Fahrpferde auf ihren Einsatz trainiert werden oder auch zirzensische Lektionen (z. B. Kompliment) oder Hohe Schule geübt werden. Das Pferd lernt auch die Berührung der Hanken mit der Longe zu tolerieren und dann beim Fahren vor dem Wagen nicht zu erschrecken, wenn es die Stränge berührt.

### Arbeit am langen Zügel

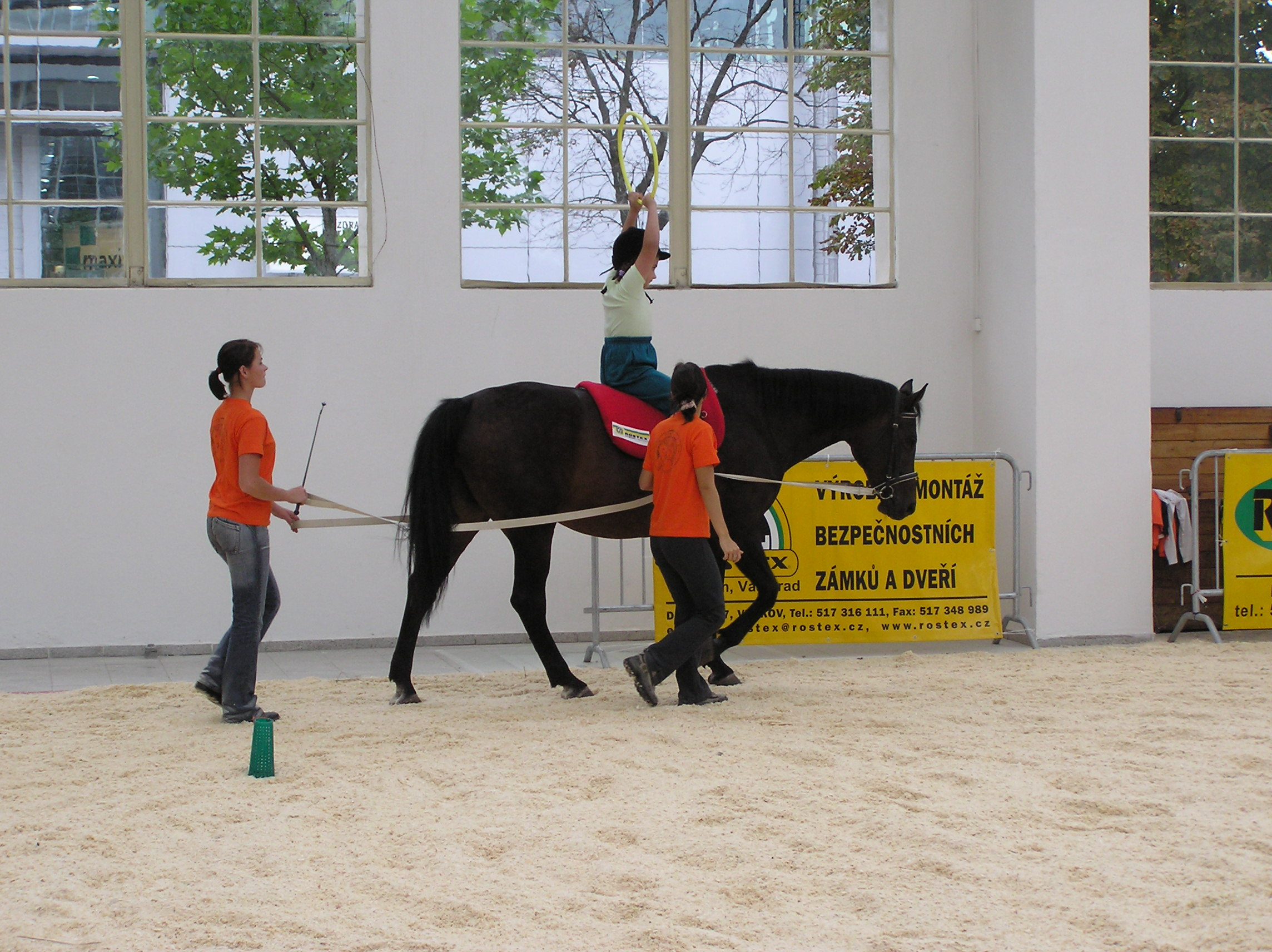
Therapeutisches Reiten am Langen Zügel

Bei der Arbeit am langen Zügel rückt der Longenführer eng und seitlich an die Hinterhand des Pferdes. Hier ist die Gefahr einer Verletzung durch Ausschlagen gering, da der Mensch lediglich weggeschubst und nicht voll getroffen werden kann. Bei dieser Variante der Doppellongen-Arbeit ist die Doppellonge an sich jedoch besser durch zwei lange Zügel zu ersetzen, damit nicht zu viele Schlaufen in der Hand gehalten werden müssen. Hauptsächlich werden so Seitengänge, Piaffen, Pesaden, Levaden, oder andere Lektionen der Hohen Schule trainiert, wie sie beispielsweise in der Spanischen Hofreitschule zu Wien praktiziert werden.